# Aphytis aligarhensis
Aphytis aligarhensis är en stekelart som beskrevs av Hayat 1998. Aphytis aligarhensis ingår i släktet Aphytis och familjen växtlussteklar. Inga underarter finns listade i Catalogue of Life.